# Германович Маркіян Якович
Маркіян Якович Германович (10 листопада 1895, село Деменичі Брест-Литовського повіту Гродненської губернії, тепер Жабинківського району Брестської області, Білорусь — розстріляний 20 вересня 1937, місто Москва, тепер Російська Федерація) — радянський військовий діяч, комкор. 

## Життєпис
Народився в селянській родині. Закінчив сільську церковно-парафіяльну школу та Брест-Литовське міське чотирикласне училище.
З вересня 1915 року служив у російській імператорській армії, в березні 1916 року закінчив Гатчинську школу прапорщиків. З 1916 року брав участь у Першій світовій війні: був зарахований до Сибірського 78-го стрілецького полку, служив молодшим офіцером роти, начальником кулеметної команди, ад'ютантом полку на Північному фронті. За відвагу в боях неодноразово нагороджувався, підвищений у званні до штабс-капітана.
У травні 1918 року вступив до Червоної армії. Член РКП(б) з листопада 1918 року.
З червня по грудень 1918 року служив командиром роти, командиром батальйону 3-го Юр'ївського стрілецького комуністичного полку на Північному фронті. З грудня 1918 по травень 1919 року — помічник командира 3-го Юр'ївського стрілецького комуністичного полку. Із травня 1919 року — командир 3-ї, з липня 1919 року — командир 138-ї стрілецької бригади 46-ї стрілецької дивізії. Брав участь у боях на Північному фронті проти англійських військ та білої армії генерала Міллера на архангельському напрямку, потім воював проти естонських і фінських військ, проти армії генерала Антона Денікіна на Південному фронті. З серпня 1920 року — начальник 52-ї стрілецької дивізії РСЧА, воював проти армії Врангеля, а в 1921 році проти загонів Нестора Махна. 
З червня по жовтень 1921 року — помічник командувача військ Харківського військового округу. З жовтня 1921 року — начальник 3-ї стрілецької дивізії РСЧА.
21 квітня 1922 року Рада праці та оборони прийняла постанову про організаційні зміни у Збройних силах України та Криму — про злиття Київського та Харківського військових округів. Київський військовий округ та Харківський військовий округ були об'єднані у Південно-Західний військовий округ. Командувачем військ округу був призначений Маркіян Германович. Однак округ проіснував лише близько місяця (з 21.04.1922 по 27.05.1922 року).
З травня 1922 року — начальник 15-ї Сиваської стрілецької дивізії. У 1923 році закінчив Вищі академічні курси при Військовій академії РСЧА і був призначений у червні 1923 року командиром 23-ї Харківської стрілецької дивізії. З червня 1924 до березня 1926 року — командир 5-го стрілецького корпусу. 
З березня 1926 до квітня 1928 року — помічник командувача військ Білоруського військового округу. З квітня 1928 по липень 1930 року — помічник командувача військ Середньоазіатського військового округу. З липня 1930 до серпня 1932 року працював на посаді помічника командувача військ Московського військового округу. З серпня 1932 по серпень 1933 року — помічник командувача військ Білоруського військового округу. 
З серпня 1933 року — начальник і військовий комісар Військової академії механізації та моторизації РСЧА, яку очолював до червня 1936 року. З червня 1936 року — армійський інспектор Ленінградського військового округу. З березня по травень 1937 року — заступник командувача військ Ленінградського військового округу. Звільнений з РСЧА 31 травня 1937 року. 
7 серпня 1937 року заарештований. 20 вересня 1937 року засуджений Військовою колегією Верховного суду СРСР за звинуваченням в участі у контрреволюційній терористичній організації до страти. Того ж дня розстріляний.
6 квітня 1957 року посмертно реабілітований ухвалою Військової колегії Верховного суду СРСР.

## Звання
- прапорщик (12.03.1916)
- підпоручник
- поручник
- штабс-капітан (1917)
- комкор (20.11.1935)

## Нагороди
- два ордени Червоного Прапора (28.05.1920, 1925)